# Saint-Yrieix-la-Perche
Saint-Yrieix-la-Perche è un comune francese di 7 348 abitanti situato nel dipartimento dell'Alta Vienne nella regione della Nuova Aquitania.

## Società

### Evoluzione demografica
Abitanti censiti